# Charles Francis Annesley Voysey
Charles Francis Annesley Voysey (Hessle, 28 maggio 1857 – Winchester, 12 febbraio 1941) è stato un architetto britannico.

## Biografia
Fra tutti gli stili in voga nella sua giovinezza, predilesse soprattutto il movimento Arts and Crafts, e in modo particolare seguì le idee di William Morris.
Pur nell'ambito di questi temi acquisì in breve una spiccata originalità, consolidando la sua fama in ambito architettonico in tutta la Gran Bretagna.
Si dedicò quasi esclusivamente alla costruzione di ville e case signorili per i personaggi altolocati della sua epoca a Londra e dintorni, spesso provvedendo anche ad arredarle. Si ricordano anche pregevoli suoi disegni per carte da parati.
Voysey derivò il suo stile dai principi di Webb, di rispetto per i metodi tradizionali e i materiali locali. Nel suo progetto di casa del 1885, non realizzato, concepito perse stesso, formulò le componenti essenziali del suo stile: tetto d'ardesia con falde sporgenti, mensole delle grondaie in ferro dolce, m uri intonacati forati da finestre orizzontali. Tuttavia la sua collaborazione iniziale con Mackmurdo introdusse nella sua opera una fluidità e un'estrema sofisticazione che divennero evidenti nei suoi progetti per carte da parati e oggetti di metallo del 1890.
Tra il 1889 e il 1910 progettò circa quaranta case. Tra queste ci sono la casa-studio per J.W. Forster costruita a Bedford Park nel 1890 e Broadleys sul lago Windermere, realizzata nel 1898.